# Merers dagbok
Merers dagbok är ett drygt 4 500 år gammalt egyptiskt arkeologiskt fynd av en hamntjänstemans dagbok som hade en betydande roll vid uppförandet av Cheopspyramiden. Dokumenten är daterade till farao Cheops (r. ca 2604–2581 f.Kr.) 27:e regeringsår.
Dagboken, som är skriven med hieroglyfer och hieratisk skrift (kursivform av hieroglyfer) på papyrus är det äldsta papyrus som hittats. Dagboken hittades 2013 i en grotta vid Wadi al-Jarf vid Röda havets kust 180 km söder om Suezkanalen där arkeologiska fynd av världens äldsta hamn hittats.
Dagboken tillhörde tjänstemannen Merer som hade en viktig roll i uppförandet av Cheopspyramiden. Texterna beskriver huvudsakligen tre månaders resor som gjordes mellan kalkstensbrottet i Tura och Giza för att transporterar kalkstensblock till pyramidbygget. Merer beskriver även att han rapporterade till Ankhhaf, som var farao Cheops halvbror.
Merers dagbok är den första historiska källan med detaljerad information om det dagliga livet för de som byggde Cheopspyramiden och transporterade material till arbetsplatsen. Zahi Hawass har kallat fyndet för det största i Egypten under 2000-talet. Merers dagbok finns utställd på Egyptiska museet i Kairo.